# Anton Leopold von Rupprecht
Anton Leopold Rupprecht von Eggenburg (auch: Anton von Ruprecht; ungarisch Ruprecht Antal, * 14. November 1748 in Schmöllnitz; † 6. Oktober 1814 in Wien) war ein ungarischer Bergbeamter, Chemiker und Hochschullehrer an der Bergakademie Schemnitz.

## Leben
Er studierte zwischen 1772 und 1775 als Stipendiat an der Bergakademie im heute slowakischen Banská Štiavnica. Nach seinem Abschluss arbeitete er für das Oberst-Kammergrafenamt Schemnitz. Von 1777 bis 1779 unternahm er Studienreisen, besuchte Bergwerke, Hütten und Universitäten in Sachsen, Schweden und am Rhein. Er studierte an der Universität Uppsala bei Professor Torben Olof Bergman, einem der renommiertesten analytischen Chemiker seiner Zeit. Nach seiner Rückkehr im Jahr 1779 wurde er zum Nachfolger von Scopoli als Professor an der Abteilung für metallurgische Chemie und Mineralogie der Akademie berufen.
Zwischen 1782 und 1785 befasste er sich mit der Untersuchung der siebenbürgischen Erze, wo Ignaz von Born den Prozess der Edelmetallextraktion verbessert hatte. Mit Franz Joseph Müller von Reichenstein führte er eine wissenschaftliche Debatte über das dort neu entdeckte Element Tellur, das metallicum problematicum, welches zunächst abwechselnd als Antimon oder Wismut klassifiziert wurde. Müller identifizierte es schließlich als Tellur, was 1798 von Martin Heinrich Klaproth bestätigt wurde. Ruprecht spielte eine wichtige Rolle bei der Widerlegung der sogenannten Phlogistontheorie, seine Theorie wurde von Lavoisier zitiert wurde. In diesem Zusammenhang verwendete er als erster in Österreich und Ungarn die Notation chemischer Prozesse im Hochschulwesen.
Nach 1785 begann er seine Versuche zur chemischen Reduktion. Ruprecht behauptete, dass sogenannte „Erden“ tatsächlich Oxide von Metallen seien, aus denen Metalle durch Reduktion gewonnen werden könnten. Für seine Experimente entwarf er in seinem Laboratorium einen speziellen Hochtemperaturofen, in dem es ihm gelang erstmals Platin zu schmelzen. Die untersuchten Erden wurden mit Kohlepulver und Leinöl vermischt und in einem Tiegel erhitzt.
Er fand am Boden Metallpartikel der drei Arten von Erden (Barium-, Calcium- und Magnesiumoxid) und nannte die neuen Metalle (Borbonium, Parthenum, Autrium). Er veröffentlichte seine Berichte und Studien hauptsächlich in Crells Chemischen Annalen. Die Ergebnisse stießen auf großes Echo, es überwogen aber die Skeptiker. Klaproth nannte die gesamte Erdmetallisierung „Schemnitzer Irrlehre“, nur Nikolaus Joseph von Jacquin und Ignaz von Born unterstützten Ruprecht. Klaproth hatte zwar zunächst recht, weil später bekannt wurde, dass Erdoxide nicht mit Kohlenstoff reduziert werden konnten. 1808 wies dann der englische Chemiker Humphry Davy nach, dass alle drei Metalle durch Schmelzflusselektrolyse der drei Erdoxide herstellbar sind.
Rupprecht wurde 1792 Hofrat für Berg- und Münzwesen bei der Hofkammer in Wien und Reichs-Kommissär für Bergbau und Hüttenwesen und trat 1802 in den Ruhestand. Er starb im Jahr 1814 und war durch Davys erfolgreiche Experimente gewürdigt.

## Werke
- Chemische Annalen
  - Über einen vollkommenen und reinen Schwerstein-, und Wasserbley-König. In: Jg. 1790, Teil 1, S. 483.
  - Über ein neues Metall aus der Schwererde, und den Tungstein-, und Molybdenkönig. In: Jg. 1790, Teil 2, S. 3.
  - Fernere Nachrichten über das neue Metall aus der Schwererde. In: Jg. 1790, Teil 2, S. 91.
  - Versuche über die metallische Natur der Bitter-, Kalk-, und Kiesel-Erde etc. In: Jg. 1790, Teil 2, S. 195 u. 291.
  - Ueber den Platinakönig, und damit verwandte Gegenstände. In: Jg. 1790, Teil 2, S. 387.

- Physikalische Arbeiten der einträchtigen Freunde in Wien. Hrsg. von Ignaz von Born.
  - Untersuchung des röthlichen Ganggesteins oder sogenannten Feldspaths von Kapnik in Siebenbürgen. In: Jg. 1, Qu. 1 (1783), S. 55.
  - Schreiben … Über das Kapniker röthliche goldhältige Ganggestein, den siebenbürgischen gediegenen Spiesglaskönig, und ein neues Nagyager Golderz. In: Jg. 1, Qu. 1 (1783), S. 59.
  - Schreiben … Ueber den vermeintlichen siebenbürgischen gediegenen Spiesglaskönig. In: Jg. 1, Qu. 1 (1783), S. 70.
  - Ueber den hungarischen Pechstein. In: Jg. 1, Qu. 2 (1784), S. 54.
  - Zergliederung und Beschaffenheit der nächsten Bestandtheile eines zu Nagyag in Siebenbürgen von jeher einbrechenden, bis nun zu aber unbestimmten Golderztes. In: Jg. 1, Qu. 4 (1785), S. 51.
  - Versuche: über die Auflösbarkeit des Goldes in metallischer Gestalt durch die dephlogistisirte Salzsäure. In: Jg. 1, Qu. 4 (1785), S. 86.